# Disophrys
Disophrys (лат.) — род паразитических наездников из семейства Braconidae. 

## Распространение
Тропики Старого Света, включая Африку, Юго-Восточную Азию, Австралию, также в Палеарктике.

## Описание
Мелкие перепончатокрылые наездники, длина тела менее 1 см.
Представителей рода можно отличить от всех других родов Agathidinae по следующей комбинации морфологических признаков: латеральные кили на лбу пластинчатые (высокие и тонкие); яйцеклад скрыт в метасоме под гипопигием; вторая кубитальная ячейка квадратная, спереди не заостряется; задний трохантеллус вентрально без килей.
Род рассматривается сестринским ко всем остальным членам трибы Disophrini.
Виды представляют собой одиночных койнобионтов-эндопаразитоидов гусениц Lepidoptera из семейства Noctuidae.
- Disophrys albopilosella
- Disophrys atripennis
- Disophrys atrocarpa
- Disophrys atrocephala
- Disophrys blandula
- Disophrys caesa
- Disophrys calcaratrix Telenga, 1955[4]
- другие виды